# Liolaemus cazianiae
Espèce
Statut de conservation UICN

 LC  : Préoccupation mineure
Liolaemus cazianiae est une espèce de sauriens de la famille des Liolaemidae.

## Répartition et habitat
Cette espèce est endémique de la province de Salta en Argentine. On la trouve entre 3 500 et 4 285 m d'altitude. Elle vit dans la puna.

## Étymologie
Cette espèce est nommée en l'honneur de Sandra Caziani.

## Publication originale
- Lobo, Slodki & Valdecantos, 2010 : Two New Species of Lizards of the Liolaemus montanus Group (Iguania: Liolaemidae) from the Northwestern Uplands of Argentina. Journal of Herpetology, vol. 44, no 2, p. 279-293.